# Конка Черёхи
Ко́нка Черёхи — линия конно-железной дороги в деревне Черёха, существовавшая в конце XIX — начале XX веков.

## История
В конце XIX века в Черёхе, являющейся южным пригородом Пскова, существовал дачный массив. Для доставки населения из губернской столицы в пригороды, было организовано «Общество лёгкого пароходства», которое в мае 1883 года спустило на воду пароход «Ольга». В 1887 году пароход был выкуплен псковским предпринимателем, баденским подданным Георгом Францевичем Викенгейзером. Впоследствии им были приобретены ещё два парохода — «Александр» и «Черёха», которые стали совершать регулярные рейсы по маршруту Псков — Корытово — Черёха, а пароход «Ольга» в 1890 году прекратил своё существование вместе с пароходным обществом.
Предприниматель построил в Черёхе полтора десятка дач для сдачи внаём, курзал и новую пристань на реке Великой, у впадения в неё реки Многи. Для доставки дачников с парохода, в 1890 году от пристани до курзала было проложено полторы версты рельсового пути и открыто движение конки.
Хозяин псковских пароходов Георг Францевич Викенгейзер скончался 1 февраля 1914 года. А «Черёха» и «Александр» продолжали курсировать по Великой, в том числе и в летний сезон 1918 года, по окончании которого его наследники вместе с отступающими немецкими войсками уехали в Германию.
Точные данные относительно сроков прекращения движения конки отсутствуют. Предполагается, что это произошло в том же 1918 году.